# Ernst Heuss (Wirtschaftswissenschaftler)
Ernst Heuss (* 28. Mai 1922 in Leipzig; † 4. April 2010 in St. Gallen) war ein Schweizer Nationalökonom.

## Leben
Ernst Heuss war ein Sohn des Schweizer Musikwissenschaftlers Alfred Heuß (1877–1934) und jüngerer Bruder des Althistorikers Alfred Amadeus Heuß. Er besuchte das Königin-Carola-Gymnasium in Leipzig und studierte ebenfalls in Leipzig Volkswirtschaftslehre. 1945 wurde er an der Universität Freiburg im Breisgau promoviert und habilitierte 1954 an der Handelshochschule St. Gallen. Anschließend befasste er sich – nun als Rockefeller-Stipendiat in den USA – vor allem mit der amerikanischen Antitrustpolitik.
Von 1962 bis 1966 sowie 1976 bis 1990 lehrte Heuss als ordentlicher Professor für Volkswirtschaftslehre, insbesondere internationale Wirtschaftsbeziehungen, an der Wirtschafts- und Sozialwissenschaftlichen Fakultät der Friedrich-Alexander-Universität Erlangen-Nürnberg, dazwischen (1966 bis 1976) an der Universität Marburg, wo er sich als  Gegner des Politikwissenschaftlers Wolfgang Abendroth positionierte. Seine Forschungsschwerpunkte waren Internationaler Handel und Wettbewerbstheorie. Zur Theorie der Produktlebenszyklen steuerte er sein Marktphasenschema (1. Einführungsphase, 2. Wachstumsphase, 3. Stagnationsphase, 4. Schrumpfungsphase) bei. Er gehörte der American Economic Association, der Mont Pelerin Society und dem Verein für Socialpolitik an.
Zuletzt lebte er mit seiner Frau Nelly in St. Gallen.

## Schriften
- Wirtschaftssysteme und internationaler Handel. Polygraphischer Verlag, Zürich u. a. 1955 (Serie St. Galler wirtschaftswissenschaftliche Forschungen. 11).
- Allgemeine Markttheorie. Mohr, Tübingen, Zürich 1965.
- Grundelemente der Wirtschaftstheorie. Vandenhoeck & Ruprecht, Göttingen 1970.

Herausgeberschaften
- ORDO – Jahrbuch für die Ordnung von Wirtschaft und Gesellschaft. Mitherausgeber.